# Nájemní dům

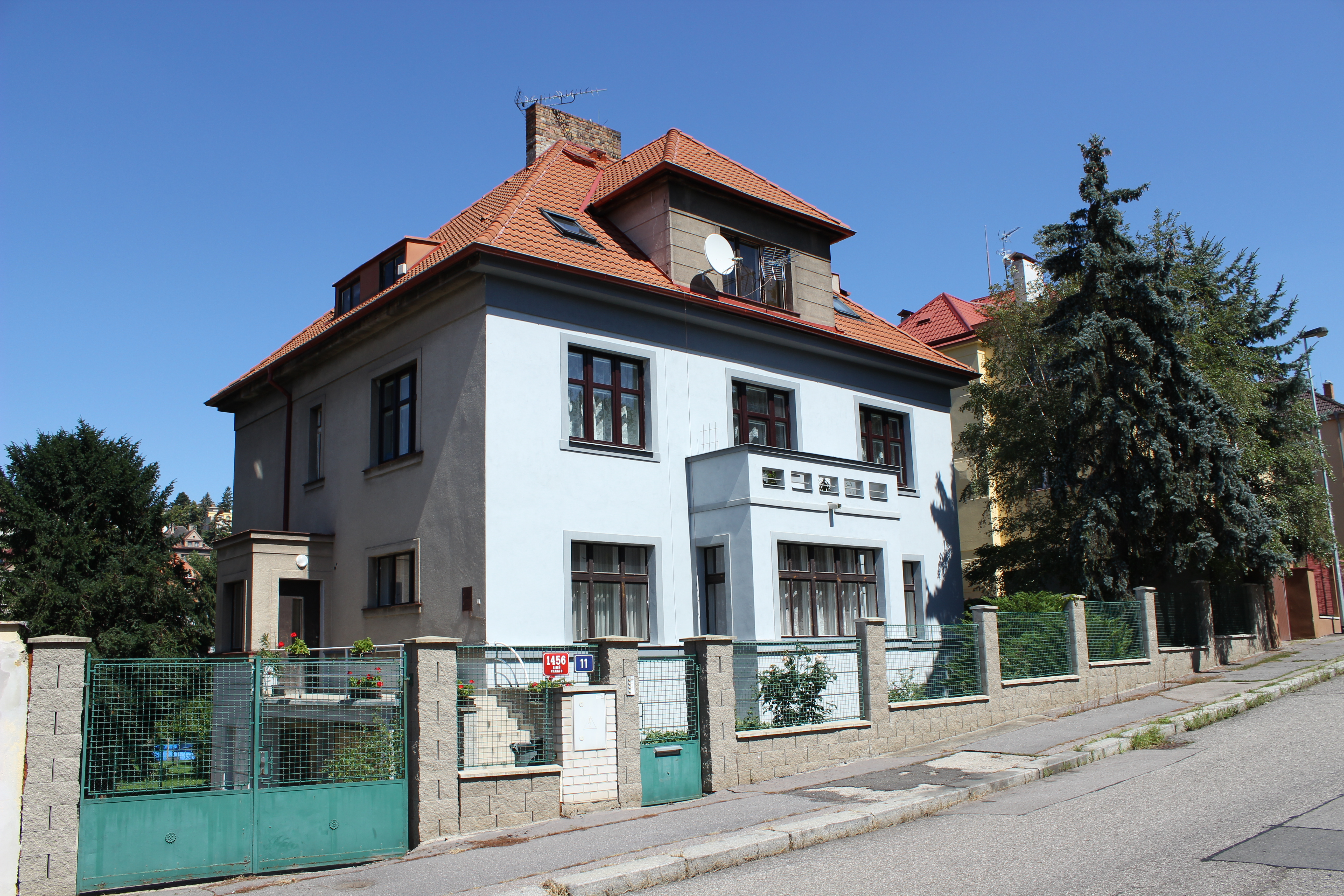
Příklad nájemního domu

Nájemní dům, někdy též činžovní dům či činžák, popřípadě bytový dům, je stavební objekt s více byty, v nichž bydlí nájemníci (hovorově partaje) a za to odvádí majiteli bytu či domu platbu nazývanou nájemné(hovorově nájem nebo poněkud zastarale činže). Jednotliví nájemníci bytů mohou užívat společné prostory domu, mezi něž patří vstupní hala a chodby se schodišti, popřípadě i výtah, dále typicky sklep, součástí společných prostor může být i prádelna, půda, sušárna, kolárna, kočárkárna či dvorek, popřípadě i společná zahrada. Část nájemního domu (typicky parter) může být pronajímána jako nebytový prostor, například sloužit jako obchod nebo ordinace. Přispívat na opravy domu do tzv. fondu oprav je povinností vlastníka bytu, který tento příspěvek často hradí z přijatého nájmu.

## Historie

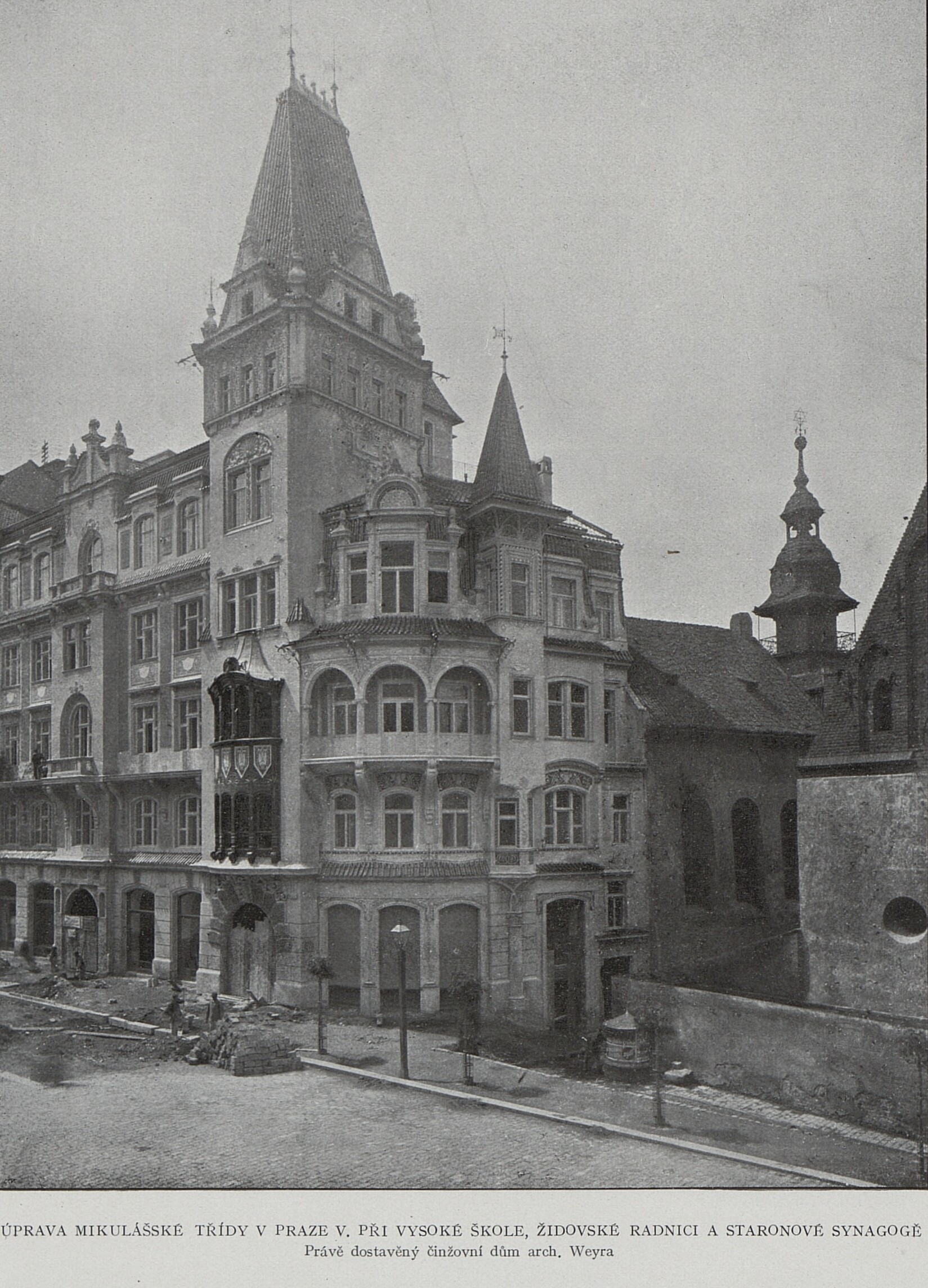
Činžovní dům vzniklý po asanaci pražského Židovského města, v sousedství Staronové synagogy (1907)

Typicky na přelomu 19. a 20. století byly ve velkých městech nájemní domy stavěny buď s velkými, velkorysými byty (např. v Praze na Královských Vinohradech a v bývalém Židovském městě), nebo jako skromnější pavlačové domy (v Praze typicky na Žižkově).